# Usk (flod)
 For alternative betydninger, se Usk. (Se også artikler, som begynder med Usk)
Usk er en flod (walisisk: Afon Wysg) der har sit udspring på de nordlige skråninger af Black Mountain (y Mynydd Du) i Wales, i den vestligste del af Brecon Beacons National Park. Oprindeligt dannede den grænsen mellem Carmarthenshire og Powys, og flyder nordpå ind i Usk Reservoir, og herefter østpå via Sennybridge til Brecon før den drejer mod sydøst ved Talybont-on-Usk, Crickhowell og Abergavenny hvorefter den tager en mere sydlig retning.
Efter byen Usk løber floden forbi det romerske legionærfort Caerleon og flyder igennem hjrtet af byen Newport og udmunder i floden Severn ved Uskmouth efter Newport nær Newport Wetlands. Floden er omkring 125 km lang.
Monmouthshire and Brecon Canal følge Usk i størstedelen af kanalens længde.